# Кикути, Юсэй
Юсэй Кикути (яп. 菊池 雄星 Кикути Юсэй, 17 июня 1991, Мориока) — японский бейсболист, питчер клуба Главной лиги бейсбола «Сиэтл Маринерс». Трёхкратный участник Матча всех звёзд Японской профессиональной лиги.

## Биография

### Ранние годы и карьера в Японии
Юсэй Кикути родился 17 июня 1991 года в Мориоке в префектуре Ивате. Он учился в школе Ханамаки Хигаси, играл за её бейсбольную команду. Скорость фастбола Кикути во время учёбы достигала 96 миль в час. Ещё до окончания школы он заявлял о своём намерении играть на профессиональном уровне в США. Интерес к игроку проявлял ряд команд Главной лиги бейсбола. В 2009 году, после окончания школы, он назывался главным претендентом на выбор под первым номером на драфте Японской профессиональной лиги. При этом для заключения контракта в США требовалось, чтобы ни один из двенадцати клубов лиги не выбрал его. В противном случае Кикути угрожала трёхлетняя дисквалификация в японских соревнованиях. Также им рассматривался вариант отказа от участия в драфте в Японии. В конце октября 2009 года он объявил о том, что продолжит карьеру в Японии.
На драфте Японской профессиональной лиги 2009 года Кикути был выбран клубом «Саитама Сэйбу Лайонс». При заключении контракта с командой он получил подписной бонус в размере 100 млн иен, заработная плата питчера в первом сезоне составила 15 млн иен, ещё 50 млн иен он мог получить в виде бонусов по результатам выступлений. Выступления за «Лайонс» Кикути начал в 2011 году. В том же сезоне он сыграл в Австралийской бейсбольной лиге в составе клуба «Мельбурн Эйсиз». Всего в составе «Лайонс» он отыграл восемь сезонов. В 158 сыгранных матчах он одержал 73 победы при 46 поражениях с пропускаемостью 2,77. Три раза, в 2013, 2017 и 2018 годах, он входил в число участников Матча всех звёзд Японской лиги. По итогам сезона 2017 года Кикути стал лучшим питчером Тихоокеанской лиги по показателю пропускаемости (1,97) и количеству побед (16). В 2018 году, после заключения соглашения между Японской лигой и Главной лигой бейсбола, он получил возможность вести переговоры о контракте в США, не дожидаясь получения статуса международного свободного агента в 2020 году. В январе 2019 года было объявлено о том, что Кикути подписал контракт с клубом «Сиэтл Маринерс». Генеральный менеджер команды Джерри Дипото заявил, что скауты «Сиэтла» отслеживали игрока в течение трёх лет. По неофициальной информации сумма заработной платы игроку по четырёхлетнему контракту составила 56 млн долларов.

### Главная лига бейсбола
Дебютный сезон в составе «Маринерс» Кикути провёл неудачно, пытаясь адаптироваться к более интесивному бейсболу с высоким уровнем конкуренции. В роли стартового питчера команды он сыграл 32 матча с показателем пропускаемости 5,46, одержав шесть побед при одиннадцати поражениях и пропустив 36 хоум-ранов. Кикути испытывал проблемы с точностью подач, скорость его фастбола колебалась в диапазоне от 89 до 94 миль в час. В сокращённом сезоне 2020 года команда перешла на стартовую ротацию из шести питчеров, чтобы предоставить ему дополнительный день отдыха между матчами. Средняя скорость подачи Кикути выросла, но на результатах это в положительную сторону не сказалось. Он сыграл в девяти матчах, одержав две победы при четырёх поражениях и пропускаемостью 5,17. Ни в одной игре сезона он не провёл на поле более шести иннингов.